# Høghamaren
Der Høghamaren (norwegisch für Hoher Felsen) ist ein Felsvorsprung im ostantarktischen Königin-Maud-Land. In der Sverdrupfjella ragt er 1,5 km südwestlich des Hamartind auf.
Erste Luftaufnahmen entstanden bei der Deutschen Antarktischen Expedition 1938/39 unter der Leitung des Polarforschers Alfred Ritscher. Norwegische Kartographen, die ihn auch deskriptiv benannten, kartierten ihn anhand von Vermessungen und Luftaufnahmen der Norwegisch-Britisch-Schwedischen Antarktisexpedition (1949–1952) sowie Luftaufnahmen der Dritten Norwegischen Antarktisexpedition (1956–1960).